# جوانا كاسيدي
جوانا كاسيدي (بالإنجليزية: Joanna Cassidy)‏ مواليد 2 أغسطس 1945 في نيو جيرسي، الولايات المتحدة، هي ممثلة أمريكية. بدأت مسيرتها الفنية عام 1968. كما أنها من الفائزات بجائزة غولدن غلوب.

## الأعمال

### بعض افلامها
| سنة  | أعمالها                              | الدور/الوظيفة  |
| ---- | ------------------------------------ | -------------- |
| 2015 | رؤى                                  | هيلينا         |
| 2015 | متأخر جدًا                            |                |
| 2013 | باب السماء                           | روث            |
| 2011 | كارجاكد                              |                |
| 2009 | حياة مسروقة                          | لي             |
| 2000 | الإغراء الصحيح                       | ماريان         |
| 1997 | الحرب الأهلية الثانية                | هيلينا نيومان  |
| 1997 | السلطة التنفيذية                     |                |
| 1993 | البرابرة عند البوابة                 | ليندا روبينسون |
| 1991 | لا تخبر ماما بأن جليسة الأطفال توفيت |                |
| 1990 | أين هو القلب                         | جين            |
| 1988 | من الذى ورط الأرنب روجر؟             |                |
| 1983 | تحت النيران                          |                |

### مسلسلات
- 2001 ستة أقدام تحت الأرض بدور مارجريت

## وصلات خارجية
- جوانا كاسيدي على موقع IMDb (الإنجليزية)
- جوانا كاسيدي على موقع ألو سيني (الفرنسية)
- جوانا كاسيدي على موقع ميوزك برينز (الإنجليزية)
- جوانا كاسيدي على موقع تيرنر كلاسيك موفيز (الإنجليزية)
- جوانا كاسيدي على موقع أول موفي (الإنجليزية)
- جوانا كاسيدي على موقع قاعدة بيانات الأفلام السويدية (السويدية)
- جوانا كاسيدي على موقع إن إن دي بي (الإنجليزية)
- جوانا كاسيدي على موقع قاعدة بيانات الفيلم (الإنجليزية)
- جوانا كاسيدي على موقع كينوبويسك (الروسية)